# أكسونيوم

أيونات أوكسونيوم ، إلى اليسار : كحول اكتسب بروتونا ، وإلى اليمين: إستر اكتسب بروتونا.

أيون الأوكسونيوم أو أوكسونيوم في الكيمياء هو تسمية أدخلت عام 2005 في الكيمياء للتعبير عن جزيء ماء اكتسب أيون الهيدروجين وأصبح في الهيئة
(H3O+)، وله شحنة موجبة واحدة. وبصفة عامة تسمى الأيونات التي اكتسبت أيون هيدروجين (موجب الشحنة) مثل:
(H9O4+ (H3O+ · 3 H2O
أيون أوكسونيوم أو أيضا أيونات هيدروكسونيوم.
وتحمل ذرة الأكسجين في تلك الأيونات الشحنة الموجبة ويعتبر أيون الأوكسونيوم كاتيون. والكلمة مركبة من كلمتي أكسجين وكاتيون مع تحريف بسيط لتصبح أوكسونيوم .
يتكون الأوكسونيوم خلال تفاعلات انتقال بروتون في الماءوفي المحاليل المائية.
- عند تواجد أيون الأوكسونيوم (H3O+) أو أحد مركباته العضوية ك كاتيون لأحد الأملاح فهي تسمى «أملاح الأوكسونيوم».

## خواصه
تتكون أيونات الأوكسونيوم خلال تفاعل انتقال بروتون في الماء حيث ينتقل أيون الهيدروجين (H+) من أحد جزيئات الماء إلى جزيئ آخر. ويحدث توازن في الماء النقي المتعادل عند درجة حرارة 25 درجة مئوية وتتواجد أيونات الأوكسونيوم (وكذلك أيونات هيدروكسيد سالبة الشحنة) بتركيز 10−7 مول/لتر، وهذا يعرف أس هيدروجيني pH يساوي 7 للماء المتعادل.
{\displaystyle \mathrm {H_{2}O+H_{2}O\ \rightleftharpoons \ H_{3}O^{+}+OH^{-}} }
التوازن في التفاعل معناه أن تنشأ في الماء المتعادل أيونات أوكسونيوم وأيونات هيدروكسيد مستمرا ومنهم من يتعادل مكونا جزيئات ماء حتى يتوازن عددهم في الماء (تفاعل عكوس). تأتي قيمة pH = 7 من حقيقة أن 10 −7 مول/لتر من الماء يكون مفككا بهذه الطريقة إلى أنيونات وكاتيونات. والأس الهيدروجيني هو سالب اللوغاريتم لهذا التركيز (انظر أس هيدروجيني).
وعندما نضيف إلى الماء حمضا يتزايد تركيز التوازن حيث تنتقل بروتونات من الحمض إلى جزيئات ماء، وينخفض الأس الهيدروجيني pH والذي نسميه في العربية أيضا قيمة «الباهاء».
يعتبر الأوكسونيوم من أقوي الأحماض التي تذوب في الماء. وتتفكك الأحماض القوية مثل حمض الكبريتيك H2SO4 أو حمض الهيدروكلوريك HCl تماما تقريبا إلى أكسونيوم H3O+:
{\displaystyle \mathrm {HCl+H_{2}O\ \rightarrow \ H_{3}O^{+}+Cl^{-}} }
عندما يذوب حمض الهيدروكلوريك في الماء تتكون أيونات أوكسونيوم وأيونات كلور.
أما الأحماض المتوسطة القوة والأحماض الضعيفة مقل حمض الخليك فهي تنقل جزءا فقد من بروتوناتها إلى الماء. ولا يستقر بروتونا مكتسبا على جزيئ أوكسونوم لمدة طويلة فسرعان ما ينتقل إلى جزيئ ماء مجاور وهكذا.
{\displaystyle \mathrm {\ {H_{3}O^{+}}+H_{2}O\ \rightleftharpoons \ \ {H_{2}O}+H_{3}O^{+}} }
كما يمكن أن تنشأ في المحلول درجات تميؤ مختلفة، مثل «أيون زوندي» وهو يعتبر أيون مكون من جزيئين من الماء ومكتسبا بروتونا.
{\displaystyle \mathrm {H^{+}\cdot 2\ H_{2}O\equiv H_{5}O_{2}^{+}} }
يلعب تركيز الأوكسونيوم في خلايا الكائنات الحية دورا رئيسيا، لهذا نهتم في الطب والكيمياء بطرق تعيين تركيزه بطريقة دقيقة (أنظر قياس الأس الهيدروجيني).

## اقرأ أيضا
- أيون الهيدروجين
- ايون هيدروكسيد
- تفاعل حمض-قاعدة
- آخذ بروتون
- عاطي بروتون
- حمض الكبريتيك
- حمض الكربونيك
- انتقال بروتون
- بيكربونات
- ثابت تفكك الحمض